# Włodzimierz Cieślak
Włodzimierz Cieślak (ur. 23 kwietnia 1950 w Zgierzu) – polski zapaśnik, olimpijczyk z Monachium, 3-krotny mistrz Polski.
W latach 1961–1977 zawodnik Boruty Zgierz oraz Grunwaldu Poznań (1970).

## Osiągnięcia sportowe
- 1969 - 6. miejsce podczas Mistrzostw Europy w stylu wolnym (waga lekka)
- 1971 - mistrz Polski w stylu wolnym (waga lekka)
- 1972 - 7. miejsce podczas Igrzysk Olimpijskich w Monachium (styl wolny, waga lekka)
- 1972 - mistrz Polski w stylu wolnym (waga lekka)
- 1973 - mistrz Polski w stylu wolnym (waga lekka)